# ダウト 〜偽りの代償〜
『ダウト 〜偽りの代償〜』（ダウト いつわりのだいしょう、原題; Beyond a Reasonable Doubt）は2009年のアメリカ合衆国のサスペンス映画。
監督はピーター・ハイアムズ、出演はジェシー・メトカーフとアンバー・タンブリンなど。
1956年のフリッツ・ラング監督作品『条理ある疑いの彼方に』のリメイクであるが、主人公が犯人のフリをするという基本プロットが同じだけで、ほぼオリジナルの内容となっている。
日本では劇場未公開だが2010年11月4日にDVDが発売されている。

## キャスト
- C・J・ニコラス: ジェシー・メトカーフ - 若手ジャーナリスト
- エラ・クリスタル: アンバー・タンブリン - ハンターの部下である検事補
- マーク・ハンター: マイケル・ダグラス - 敏腕検事
- コリー・フィンリー: ジョエル・デヴィッド・ムーア - ニコラスの親友
- ベン・ニッカーソン刑事: オーランド・ジョーンズ - ニコラスを逮捕した刑事
- マーチャント警部補: ローレンス・ベロン - ハンターの息がかかった刑事

## 作品の評価
Rotten Tomatoesによれば、批評家の一致した見解は「陳腐でドラマティックすぎる、この生焼けの法廷ドラマは、下手なセリフと遠くから見るような予想外の結末に悩まされている。」であり、28件の評論のうち高評価は7%にあたる2件のみで、平均点は10点満点中3.28点となっている。
Metacriticによれば、11件の評論のうち、高評価はなく、賛否混在は9件、低評価は2件で、平均点は100点満点中35点となっている。